# Distribuční funkce

Distribuční funkce několika normálních rozdělení s různými charakteristikami. Červenou čárou je vyznačeno normované normální rozdělení

Distribuční funkce, funkce rozdělení nebo (spíše lidově) (zleva) kumulovaná pravděpodobnost (anglicky Cumulative Distribution Function, CDF) je funkce, která udává pravděpodobnost, že hodnota náhodné proměnné je menší než zadaná hodnota.
Distribuční funkce jednoznačně určuje rozdělení pravděpodobnosti a ve spojitém případě je úzce spjatá s hustotou pravděpodobnosti.

## Definice

V horním obrázku je vyobrazena diskrétní distribuční funkce, v prostředním spojitá distribuční funkce, ve spodním obrázku nespojitá distribuční funkce spojité náhodné proměnné

Nechť {\displaystyle X} je náhodná proměnná z určitého rozdělení a {\displaystyle x} je libovolné reálné číslo. Potom funkci {\displaystyle F:\mathbb {R} \to \langle 0,1\rangle } definovanou předpisem
{\displaystyle F(x)=\mathrm {P} (X\leq x)}
nazýváme distribuční funkce tohoto rozdělení. 

### Diskrétní proměnná
Pokud existuje posloupnost realizací náhodné proměnné {\displaystyle \{x_{n}\}} tak, že pro {\displaystyle \sum _{n}\mathrm {P} (X=x_{n})=1}, pak nazveme {\displaystyle p_{n}=\sum _{n}\mathrm {P} (X=x_{n})} diskrétním rozdělením pravděpodobností náhodné veličiny a pro proměnnou diskrétního typu {\displaystyle X} platí:
{\displaystyle F(x)=\sum _{n:x_{n}\leq x}p_{n}}, kde {\displaystyle p_{n}} jsou pravděpodobnosti jednotlivých hodnot {\displaystyle x_{n}}.

### Spojitá proměnná
Pokud je {\displaystyle X} spojitá náhodná proměnná s hustotou {\displaystyle f(x)}, potom platí:
{\displaystyle F(x)=\int _{-\infty }^{x}f(t)\,\mathrm {d} t}.

### Náhodný vektor
Nechť {\displaystyle \mathbf {X} } je náhodný vektor v {\displaystyle \mathbb {R} ^{N}} a {\displaystyle \mathbf {x} } je libovolný vektor hodnot. Distribuční funkci {\displaystyle F_{\mathbf {X} }(\mathbf {x} )} definujeme jako:
{\displaystyle F_{\mathbf {X} }(\mathbf {x} )=\mathrm {P} (X_{1}\leq x_{1},X_{2}\leq x_{2},\dots ,X_{n}\leq x_{n})}
pro libovolný vektor {\displaystyle \mathbf {x} =(x_{1},x_{2},\dots ,x_{n})}.

## Vlastnosti distribuční funkce
| Popis                                                | Matematická formulace                                                                       |
| ---------------------------------------------------- | ------------------------------------------------------------------------------------------- |
| Definiční obor                                       | {\displaystyle 0\leq F(x)\leq 1}                                                            |
| Monotonie                                            | {\displaystyle \alpha <\beta \Rightarrow F(\alpha )\leq F(\beta )}                          |
| Asymptotické vlastnosti                              | {\displaystyle \lim _{x\to +\infty }F(x)=1} {\displaystyle \lim _{x\to -\infty }F(x)=0}     |
| Pravděpodobnost intervalu                            | {\displaystyle \mathrm {P} (\alpha <x\leq \beta )=F(\beta )-F(\alpha )}                     |
| Spojitost zprava                                     | {\displaystyle \lim _{x\to \alpha ^{+}}F(x)=F(\alpha )}                                     |
| Skok distribuční funkce                              | {\displaystyle \mathrm {P} (X=x_{0})=F(x_{0})-\lim _{x\to x_{0}^{-}}F(x)}                   |
| Kontinuita distribuční funkce zprava                 | {\displaystyle \mathrm {P} (X<x)=F(x-0)}                                                    |
| Konečný počet bodů nespojitosti prvního řádu (skoků) | {\displaystyle \lim _{n\to \infty }[F(x_{i}+\varepsilon _{i})-F(x_{i}-\varepsilon _{i})]=0} |

## Příklady
V následující tabulce jsou uvedeny příklady distribučních funkcí. Distribuční funkci není možné vždycky vyjádřit explicitním vzorcem, jako je tomu u normálního rozdělení. V tomto případě se používá přímo definice distribuční funkce ve spojitém případě jako funkce horní hranice.

| Rozdělení                                                          | Distribuční funkce |
| ------------------------------------------------------------------ | --- |
| Rovnoměrné rozdělení na intervalu {\displaystyle [\alpha ,\beta ]} | {\displaystyle F(x)=\left\{{\begin{array}{ll}0&x<\alpha \\{\frac {x-\alpha }{\beta -\alpha }}&x\in [\alpha ,\beta ]\\1&x>\beta \end{array}}\right.} |
| Normální rozdělení                                                 | {\displaystyle F(x)={\frac {1}{\sqrt {2\pi \sigma ^{2}}}}\int \limits _{-\infty }^{x}\exp \left\{-{\frac {(x-\mu )^{2}}{2\sigma ^{2}}}\right\}}     |
| Exponenciální rozdělení                                            | {\displaystyle F(x)=\left\{{\begin{array}{ll}0&x<0\\1-\exp\{-\lambda x\}&x\geq 0\end{array}}\right.}                                                |